# Вигмаська сільська рада (Локсаський район)
Ви́гмаська сільська рада (ест. Võhma külanõukogu, рос. Выхмаский сельский совет) — сільська рада в Естонській РСР, адміністративно-територіальна одиниця в складі повіту Вірумаа (1945—1950) та Локсаського району (1950—1954).

## Населені пункти
Сільській раді підпорядковувалися населені пункти: села: Вигма (Võhma), Вілумяе (Vilumäe), Тирґу (Тиуґу) (Tõrgu (Tõugu), Ватку (Vatku), Йоанду (Joandu), Визупере (Võsupere), Саку (Saku), Кор'юзе (Korjuse), Еру (Eru); поселення Палмсе (Palmse asundus).

## Історія
13 вересня 1945 року на території волості Палмсе у Віруському повіті утворена Вигмаська сільська рада з центром у селі Вигма.
26 вересня 1950 року, після скасування в Естонській РСР повітового та волосного поділу, сільська рада ввійшла до складу новоутвореного Локсаського сільського району.
17 червня 1954 року в процесі укрупнення сільських рад Естонської РСР Вигмаська сільська рада ліквідована, а її територія склала західну та південну частини Визуської сільської ради.